# Quan Thành
Quan Thành là một xã thuộc tỉnh Nghệ An, Việt Nam. Xã được hình thành trên cơ sở sáp nhập các xã Bắc Thành, Nam Thành, Trung Thành và Xuân Thành của huyện Yên Thành trong đợt Sáp nhập tỉnh thành Việt Nam 2025.

## Địa lý
Xã Quan Thành có vị trí địa lý:
- Phía Đông giáp xã Hợp Minh;
- Phía Nam giáp xã Vân Tụ;
- Phía Tây giáp xã Vân Du và xã Quang Đồng;
- Phía Bắc giáp xã Yên Thành.

Xã Quan Thành có diện tích tự nhiên 37,71 km².

## Hành chính và tên gọi
Xã Quan Thành được thành lập theo Nghị quyết số 1678/NQ-UBTVQH15 của Ủy ban Thường vụ Quốc hội Việt Nam, ban hành ngày 16 tháng 6 năm 2025. Theo đó, sắp xếp toàn bộ diện tích tự nhiên, quy mô dân số của các xã Bắc Thành, Nam Thành, Trung Thành và Xuân Thành thuộc huyện Yên Thành trước đây thành một xã mới có tên gọi là xã Quan Thành.
Trước đó, theo Đề án sắp xếp đơn vị hành chính cấp xã tỉnh Nghệ An, xã này là xã Yên Thành 2.
Sau sắp xếp xã có diện tích tự nhiên: 37,71 km², quy mô dân số: 29.973 người.